# Pollapönk
I Pollapönk sono un gruppo musicale islandese fondato nel 2006. Nel 2014 hanno rappresentato il proprio Stato all'Eurovision Song Contest a Copenaghen, dopo aver vinto la finale nazionale contro cinque concorrenti con la canzone Enga fordóma (No Prejudice). Dopo essersi qualificati per la serata finale, hanno raggiunto il 15º posto con la versione in inglese della canzone.
Il membro della band Óttarr Proppe è deputato del partito Futuro Luminoso all'Althing.

## Discografia

### Album studio
- 2006 - Pollapönk
- 2010 - Meira pollapönk
- 2011 - Aðeins meira pollapönk

### Raccolte
- 2014 - Bebebe-besta pollapönkið

### Singoli
- 2011 - Ættarmót
- 2014 - Enga fordóma (No Prejudice)